# 乔安·佐利
乔安·佐利（英語：Joanne Chory，1955年3月19日—2024年11月12日）是一位美国植物学家和遗传学家，霍华德·休斯医学研究所和索尔克研究所研究员。